# Won Shin-yun
Won Shin-yun (nascut a l'octubre de 1969) és un director de cinema de Corea del Sud. Won té els antecedents únics d'haver estat un doble abans de fer el seu debut com a director al cinema de terror The Wig (2005). Des de llavors, ha mostrat un gran talent en pel·lícules de thriller d'acció a través de A Bloody Aria (2006), Seven Days (2007) i  'The Suspect (2013). The Suspect va ser un èxit de taquilla amb més de 4,1 milions d'entrades.
La seva propera pel·lícula de thriller d'acció The Fifth Column, que representa el conflicte i la conspiració que ha d'enfrontar un investigador criminal de l'exèrcit (protagonitzada per Song Kang-ho), començarà a rodar-se a la segona meitat del 2016.

## Filmografia
- Piano Man (1996) - departament d'acrobàcies/arts marcials
- No. 3 (1997) - departament d'acrobàcies/arts marcials
- Deep Blue (1997) - departament d'acrobàcies/arts marcials
- Whispering Corridors (1998) - departament d'acrobàcies/arts marcials
- Calla (1999) - departament d'acrobàcies/arts marcials
- A Cradle Song (curtmetratge, 2002) - director, guionista
- Bread and Milk (curtmetratge, 2003) - director, guionista
- The Wig (2005) - director, editor de guions
- A Bloody Aria (2006) - director, guionista
- Seven Days (2007) - director, editor de guions
- Robot Taekwon V - Live (2008, avortat a causa del finançament)[3] - director
- The Suspect (2013) - director, editor de guions
- Salinjaui gieokbeob[5] (2017) - director, screenwriter
- The Fifth Column (2019) - director
- The Battle: Roar to Victory (2019) - director